# Acanthopetalum chalkidicense
Acanthopetalum chalkidicense är en mångfotingart som beskrevs av Pius Strasser 1967. Acanthopetalum chalkidicense ingår i släktet Acanthopetalum och familjen Schizopetalidae. Inga underarter finns listade i Catalogue of Life.